# Ellen Serwaa Nee-Whang
Pour les articles homonymes, voir Nee et Whang.
Ellen Serwaa Nee-Whang (née le 2 novembre 1952 au Ghana) est une diplomate ghanéenne honoraire.

## Éducation
Elle a fait ses études secondaires à l'Aburi Girls' Senior High School, où elle a obtenu le niveau ordinaire (General Certificate of Education) puis le niveau avancé, qui permet l'accès à l'université, de l'éducation secondaire. Elle a obtenu un diplôme en anglais en 1973, puis un diplôme de troisième cycle en relations internationales à l'université du Ghana. 

## Carrière
En 1974, elle a rejoint le service diplomatique du Ghana. De 1985 à 1989, elle a travaillé comme conseillère à la représentation du Ghana à Monrovia, au Liberia, et a été chargée de la gestion de la chancellerie de l'ambassade. Entre 1989 et 1993, elle a travaillé au ministère des Affaires étrangères du Ghana (Bureau de planification des politiques et de recherche). De 1993 à 1997, elle a été chef de la chancellerie de l'ambassade à la Mission permanente du Ghana à l'Office des Nations Unies à Genève, en Suisse. D'avril 2000 à novembre 2005, elle a été haut-commissaire à Pretoria, en Afrique du Sud, avec accréditation simultanée des gouvernements de Maseru, Antananarivo, Port-Louis, Victoria, Mbabane et Moroni. De janvier 2006 à octobre 2008, elle a travaillé comme haut fonctionnaire en qualité de directrice générale du ministère des affaires étrangères et de l'intégration régionale. De novembre 2008 à décembre 2012, elle a été ambassadrice à Berne, en Suisse, avec accréditation simultanée du gouvernement à Vienne, en Autriche,. Elle a également été ambassadrice et représentante permanente auprès de l'Office des Nations unies à Genève de 2009 à 2012. Elle a pris sa retraite en 2012.